# Corethromyces stilici
Corethromyces stilici är en svampart som tillhör divisionen sporsäcksvampar, och som beskrevs av Roland Thaxter. Corethromyces stilici ingår i släktet Corethromyces, och familjen Laboulbeniaceae. Arten är reproducerande i Sverige.